# میلانووک
میلانووک (به لاتین: Milanówek) یک منطقهٔ مسکونی در لهستان است که در شهرستان گروجیسک مازوویتسکی واقع شده‌است. میلانووک ۱۳٫۵۲ کیلومتر مربع مساحت و ۱۵٬۴۴۹ نفر جمعیت دارد.